# Курмыш (Савинский район)
Курмыш — деревня в Савинском районе Ивановской области. Входит в состав Воскресенского сельского поселения.

## География
Находится в южной части Ивановской области на расстоянии приблизительно 8 км на восток-северо-восток по прямой от районного центра поселка Савино.

## История
В 1859 году здесь (тогда в составе Ковровского уезда Владимирской губернии) было учтено две деревни Курмыш большой с 8 дворами, и Курмыш малый с 4 дворами.

## Население
Постоянное население составляло 60 человек и 30 для Курмыша большого и малого соответственно (1859 год), 47 в 2002 году (русские 94 %), 26 в 2010.
| 1859 | 1905 | 2010 |
| ---- | ---- | ---- |
| 90   | ↗125 | ↘26  |